# Echinolaophonte brevispinosa
Echinolaophonte brevispinosa is een eenoogkreeftjessoort uit de familie van de Laophontidae. De wetenschappelijke naam van de soort is voor het eerst geldig gepubliceerd in 1908 door Sars G.O..